# 1 Мамыр
1 Мамыр (каз. 1 Мамыр, до 2021 г. — Первое Мая) — село в Келесском районе Туркестанской области Казахстана. Входит в состав Кошкаратинского сельского округа. Код КАТО — 515471780.

## Население
В 1999 году население села составляло 2537 человек (1274 мужчины и 1263 женщины). По данным переписи 2009 года, в селе проживало 2786 человек (1426 мужчин и 1360 женщин).